# Kubo Seiichiro
Seiichiro Kubo (sinh ngày 22 tháng 6 năm 2001) là một cầu thủ bóng đá người Nhật Bản.

## Sự nghiệp câu lạc bộ
Seiichiro Kubo đã từng chơi cho FC Tokyo.